# Grandifoxus lindbegi
Grandifoxus lindbegi är en kräftdjursart som beskrevs av Gurjanova 1953. Grandifoxus lindbegi ingår i släktet Grandifoxus och familjen Phoxocephalidae. Inga underarter finns listade i Catalogue of Life.